# Sisay Bancha
Sisay Bancha (24 agosto 1989) è un calciatore etiope, di ruolo portiere.

## Carriera

### Club
Gioca nella massima serie etiope dal 2008.

### Nazionale
Con la Nazionale etiope ha preso parte alla Coppa d'Africa del 2013.

## Palmarès

### Club

#### Competizioni nazionali
- Campionato etiope: 1

Ethiopian Coffee: 2010-2011